# Betulia (miasto biblijne)

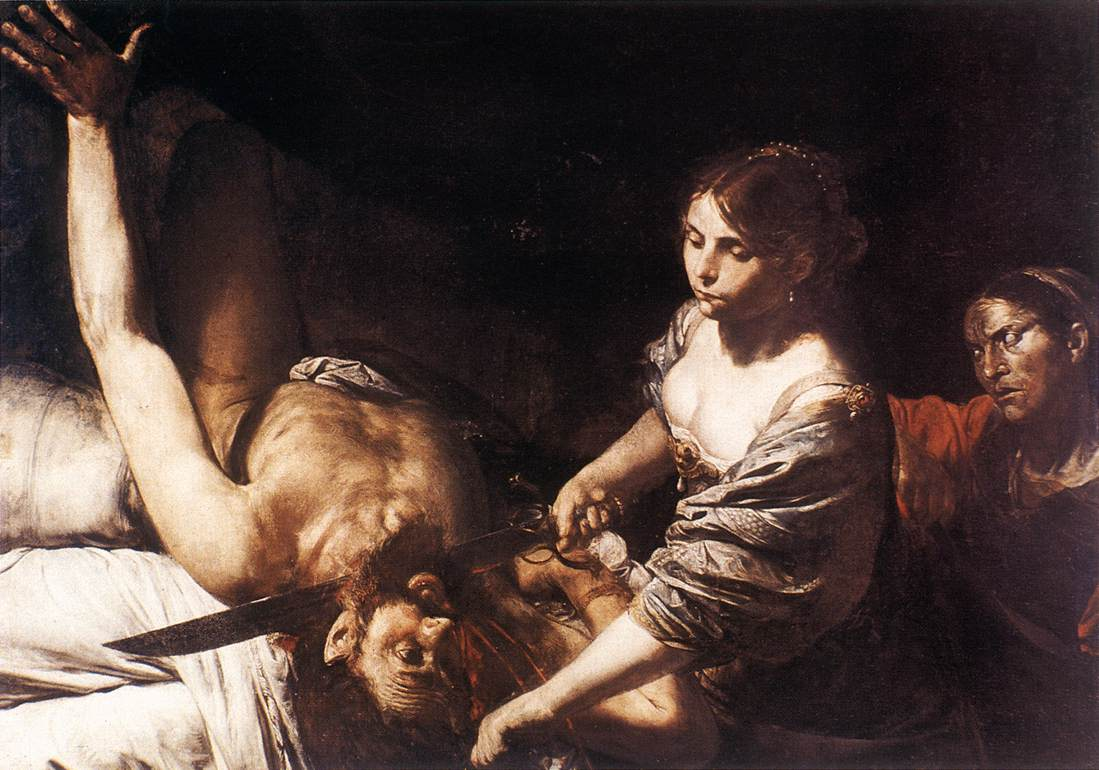
Judyta odcinająca głowę Holofernesowi.

Betulia (od hebr. Bet-El 'dom boży' lub betula 'dziewica') – miasto biblijne w Izraelu, znane jedynie ze starotestamentalnej Księgi Judyty. W pobliżu miasta miała znajdować się wąska („tylko na dwóch ludzi”), a przez to łatwa do obrony przełęcz, przez którą wiodła droga do Judei (Jdt 4,7). To na jego murach zawieszono głowę Holofernesa, uwiedzionego, a następnie zabitego przez Judytę. 
Miejscowość do dzisiaj nie została zidentyfikowana. Sugeruje się, że miejscowość ma charakter fikcyjny. Opis miejsca nawiązuje raczej do przesmyku Termopile i stoczonej tam bitwy niż do jakieś rzeczywistej lokalizacji na terenie Palestyny.